# I Still Do
| 전문가 평가         | 전문가 평가 |
| 총 점수             | 총 점수     |
| 출처                | 점수        |
| ------------------- | ----------- |
| AnyDecentMusic?     | 6.2/10      |
| 메타크리틱          | 74/100      |
| 평가 점수           |             |
| 출처                | 점수        |
| AllMusic            | [ 3 ]       |
| American Songwriter | [ 4 ]       |
| The Independent     | [ 5 ]       |
| Rolling Stone       | [ 6 ]       |

《I Still Do》는 영국의 음악가 에릭 클랩튼의 스무 번째 스튜디오 음반으로, 서프독 레코드 레이블에서 발매되었다. 이 음반은 클랩튼이 작곡한 신소재와 클래식 곡, 현대적 가락, 그리고 그의 스타일로 해석된 영향의 조합이다.
이 음반은 《Slowhand》 (1977년)와 《Backless》 (1978년)에서 클랩튼과 함께 작업한 글린 존스가 프로듀싱을 하였다. 이 음반의 작품은 이전에 클랩튼과 함께 작업했던 피터 블레이크의 클랩튼 그림이다. 2014년 여름에 발매된 클랩튼의 글로벌 히트 음반 《The Breeze: An Appreciation of JJ Cale》와 2015년 봄에 발매된 컴필레이션 음반 《Forever Man》의 후속 음반이며, 2015년 말에 발매된 그의 상업적으로 성공한 콘서트 영화이자 라이브 음반 《Slowhand at 70 – Live at the Royal Albert Hall》의 후속 음반이기도 하다.

## 제작
이 음반은 클랩튼의 성공적인 음반인 《Slowhand》 (1977년)와 《Backless》 (1978년)에 프로듀서를 맡았던 글린 존스가 프로듀싱을 하였다.
음반 커버는 1991년 클랩튼의 라이브 음반 《24 Nights》를 위해 여러 페이지의 삽화를 디자인했던 피터 블레이크의 초상화와 1990년부터 1991년까지 음반이 녹음된 클랩튼, 밴드, 로열 앨버트 홀의 모든 그림이 들어 있는 포토북으로 구성되어 있다.

## 발매 및 홍보
《I Still Do》는 2016년 2월 18일에 발표되었다. 음반은 디지털 다운로드, 축음기 음반(각각 3곡씩 1면 45RPM으로 재생되는 2개의 바이닐 디스크)과 콤팩트 디스크로 이용할 수 있다. 보너스 소재를 사용한 데님 박스에는 한정판 진공관 모양의 USB와 CD 발매도 있다. 보너스에는 2개의 전속 트랙 〈Lonesome〉과 〈Freight Train〉이 포함되어 있으며, 친밀한 인터뷰, 녹음 세션의 비하인드, 라이브 공연 등을 담은 45분 분량의 비디오와 10개의 비하인드 폴라로이드 사진 프린트가 포함되어 있다. 클랩튼의 독립적인 부시 지점과 서프독 레코드 레이블은 이 음반을 전세계 지역에 배포한다.

## 곡 목록
| #   | 제목                                  | 작사·작곡                                      | 재생 시간 |
| --- | ------------------------------------- | ---------------------------------------------- | --------- |
| 1.  | 〈Alabama Woman Blues〉               | 르로이 카                                      | 5:06      |
| 2.  | 〈Can't Let You Do It〉               | J. J. 케일                                     | 3:50      |
| 3.  | 〈I Will Be There (Feat. 에드 시런)〉 | 폴 브래디, 존 오케인                           | 4:37      |
| 4.  | 〈Spiral〉                            | 에릭 클랩튼, 앤디 페어웨더 로우, 사이먼 클리미 | 5:04      |
| 5.  | 〈Catch the Blues〉                   | 클랩튼                                         | 4:51      |
| 6.  | 〈Cypress Grove〉                     | 스킵 제임스                                    | 4:49      |
| 7.  | 〈Little Man, You've Had a Busy Day〉 | 모리스 시글러, 메이블 웨인, 알 호프만          | 3:11      |
| 8.  | 〈Stones in My Passway〉              | 로버트 존슨                                    | 4:03      |
| 9.  | 〈I Dreamed I Saw St. Augustine〉     | 밥 딜런                                        | 4:02      |
| 10. | 〈I'll Be Alright〉                   | 민요                                           | 4:23      |
| 11. | 〈Somebody's Knockin'〉               | 케일                                           | 5:11      |
| 12. | 〈I'll Be Seeing You〉                | 어빙 카할, 새미 페인                           | 5:00      |